# Josef Beckmann
Josef August Beckmann (* 18. April 1900 in Essen; † 16. Oktober 1971 in Venedig) war ein deutscher Politiker, Mitglied der CDU und Abgeordneter im Nordrhein-Westfälischen Landtag.

## Leben und Wirken
Als Sohn eines Arbeiters geboren, besuchte Josef Beckmann die Volksschule und absolvierte eine kaufmännische Lehre. Dann bildete er sich an der Volkshochschule und der Verwaltungs- und Wirtschaftsakademie fort. Seit 1917 war er bei der Firma Friedrich Krupp AG, zuletzt als Prokurist und Personalchef, in Essen beschäftigt.
Beckmann war von 1925 bis 1930 führendes Mitglied in der Christlich-Sozialen Reichspartei, dabei Vorsitzender des Stadtverbandes Essen und später stellvertretender Vorsitzender des Landesverbandes Rheinland. Nach dem Zweiten Weltkrieg trat er in die CDU ein. Wegen seiner Wahl in den Nordrhein-Westfälischen Landtag 1950 verzichtete er in Essen auf ein Mandat. Beckmann wurde 1946 Mitglied des ersten gewählten Rates der Stadt Essen, dem er bis 1951 angehörte.  1953 folgte er Albert Meurer als Kreisvorsitzender der Essener CDU und blieb es bis 1965. Beckmann war außerdem Mitglied des Landesvorstandes der Rheinischen CDU und des Bundesparteiausschusses.
Zudem wurde Beckmann 1948 ehrenamtlicher Direktor der Margarethe-Krupp-Stiftung.
Auf dem Essener Südwestfriedhof ist Josef Beckmann beigesetzt worden.

## Abgeordneter
Vom 5. Juli 1950 bis zum 4. Juli 1954 und vom 21. Juli 1958 bis zum 23. Juli 1966 war Beckmann Mitglied des Landtags des Landes Nordrhein-Westfalen. Er wurde jeweils in den Wahlkreisen 061 Essen-West bzw. 065 Essen VI direkt gewählt.